# 夏威夷島際航空810號班機事故
夏威夷岛际航空810号班机是夏威夷岛际行政航空2021年7月2日一趟由檀香山丹尼尔·井上国际机场飞往卡互陸伊卡互陆伊机场的货运航班。执飞本次航班的是載有兩名機組的波音737-200飞机（注册编号N810TA）在夏威夷的丹尼尔·井上国际机场起飞后遭遇引擎失效，紧急迫降在瓦胡岛附近的太平洋中；机上全部两名机组人员重傷生还。

## 飞机信息
执飞本次航班的飞机是一架制造于1975年的波音737-200型货机，于1975年7月23日首飞。 1997年后由客货混装模式改为全货机模式。 2014年7月17日被羅德斯快運航空股份有限公司（夏威夷岛际行政航空）购买，新注册号为N810TA。

## 事故经过
2021年7月2日该波音737-200型飞机于凌晨1:33分从檀香山起飞。凌晨1:42分左右，机组人员向空管中心报告1号引擎（左发）失效。机组人员立即调转飞机方向，尝试降回檀香山国际机场。凌晨1:46分左右，机组人员报告2号引擎过热，需要立即进行水上迫降。飞机在尝试转降卡拉洛亚机场时迫降于瓦胡岛南岸卡拉洛亚2海里（3.7）外的海中。 机上两名机组人员全部被美国海岸警卫队救起。其中一名58岁的飞行员身体状况紧急而住院；另一名50岁飞行员头部受伤，身上多处撕裂伤，重伤住院。